# Onthophagus signaticollis
Onthophagus signaticollis är en skalbaggsart som beskrevs av Frey 1970. Onthophagus signaticollis ingår i släktet Onthophagus och familjen bladhorningar. Inga underarter finns listade i Catalogue of Life.